# Eryngium mesopotamicum
Eryngium mesopotamicum là một loài thực vật có hoa trong họ Hoa tán. Loài này được T.M.Pedersen mô tả khoa học đầu tiên năm 1997.